# UFC 30
UFC 30: Battle on the Boardwalk è stato un evento di arti marziali miste tenuto dalla Ultimate Fighting Championship il 23 febbraio 2001 al Trump Taj Mahal di Atlantic City, Stati Uniti.

## Retroscena
L'evento ospita l'incontro per il primo titolo dei pesi leggeri, al tempo conosciuti come pesi gallo; lo stesso titolo dei pesi mediomassimi al tempo era noto come titolo dei pesi medi.
È l'evento del debutto da professionista del futuro campione dei pesi leggeri Sean Sherk.
È il primo evento dell'UFC sotto la proprietà della Zuffa.

## Risultati

### Card preliminare
- Incontro categoria Pesi Leggeri:  Sean Sherk contro  Tiki Ghosn

Sherk sconfisse Ghosn per sottomissione (spalla slogata) a 4:47 del secondo round.
- Incontro categoria Pesi Medi:  Phil Baroni contro  Curtis Stout

Baroni sconfisse Stout per decisione unanime a 10:00.

### Card principale
- Incontro categoria Pesi Massimi:  Bobby Hoffman contro  Mark Robinson

l'incontro terminò in No Contest perché Hoffman risultò positivo a sostanze dopanti; inizialmente l'incontro era terminato con una vittoria di Hoffman per KO (gomitata) a 1:27 del primo round.
- Incontro categoria Pesi Massimi:  Pedro Rizzo contro  Josh Barnett

Rizzo sconfisse Barnett per KO (pugni) a 4:19 del secondo round.
- Incontro categoria Pesi Medi:  Elvis Sinosic contro  Jeremy Horn

Sinosic sconfisse Horn per sottomissione (armbar triangolare) a 2:52 del primo round.
- Incontro categoria Pesi Leggeri:  Fabiano Iha contro  Phil Johns

Iha sconfisse Johns per sottomissione (armbar) a 1:38 del primo round.
- Incontro per il titolo dei Pesi Gallo:  Jens Pulver contro  Caol Uno

Pulver sconfisse Uno per decisione unanime a 25:00 e divenne il primo campione dei pesi gallo, poi rinominati in pesi leggeri.
- Incontro per il titolo dei Pesi Medi:  Tito Ortiz (c) contro  Evan Tanner

Ortiz sconfisse Tanner per KO (body slam) a 0:30 del primo round e mantenne il titolo dei pesi medi, poi rinominati in pesi mediomassimi.